# Калчинато
Калчина̀то (на италиански: Calcinato, на източноломбардски: Calsinàt, Калсинат) е град и община в Северна Италия, провинция Бреша, регион Ломбардия. Разположен е на 171 m надморска височина. Населението на общината е 12 871 души (към 2013 г.).